# نیولز
نیولز (به اسپانیایی: Nules) یک منطقهٔ مسکونی در اسپانیا است که در پلانابایاکسا واقع شده‌است. نیولز ۵۰ کیلومتر مربع مساحت دارد ۱۳ متر بالاتر از سطح دریا واقع شده‌است.